# Allama Iqbal nemzetközi repülőtér
Az Allama Iqbal nemzetközi repülőtér (urdu nyelven: علامہ اقبال بین الاقوامی ہوائی اڈا) (IATA: LHE, ICAO: OPLA) Pakisztán egyik nemzetközi repülőtere, amely Lahor közelében található. Éves utasforgalma 4 490 182 fő (2018).

## Futópályák
A repülőtér futópályái:
- 18R/36L (2900 m, 45 m, aszfalt)
- 18L/36R (3360 m, 45 m, beton)

## Forgalom
Az utasforgalom az elmúlt években az alábbi módon változott:
| 2010 | 3 459 211 |
| 2018 | 4 490 182 |